# Beta-Sekretase
Beta-Sekretase, auch BACE1 (β-site of APP cleaving enzyme) oder Memapsin-2 genannt, ist ein Enzym aus der Familie der Proteasen. Proteasen sind Proteine (Eiweiße), die andere Proteine an bestimmten Stellen schneiden. Dadurch werden Proteine verändert oder abgebaut. Beta-Sekretase ist ein sogenanntes Transmembranprotein, sie ist in der Membran des endoplasmatischen Retikulums (ER) und des Golgi-Apparats lokalisiert. Ihr aktives Zentrum, mit dem sie ihre enzymatische Funktion ausübt, befindet sich in der extramembranären Domäne und enthält zwei Aspartat-Reste. Daher bezeichnet man sie als Aspartatprotease. Die aktive Form der Beta-Sekretase ist vermutlich ein Dimer, d. h., sie besteht aus zwei Untereinheiten. Die Beta-Sekretase ist bei der Bildung der Myelinscheiden von Nervenfasern und der Entstehung der Alzheimer-Krankheit beteiligt.

## Rolle bei der Entstehung von Alzheimer

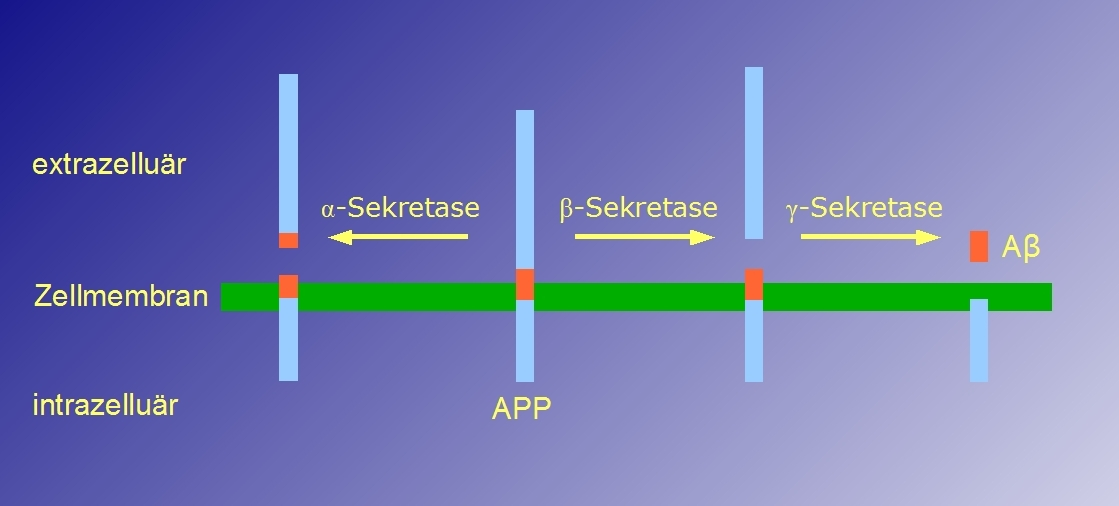
Schema der Prozessierung des Amyloid-Vorläuferproteins.

Die Erzeugung des 40 bzw. 42 Aminosäuren langen Beta-Amyloids setzt zwei aufeinanderfolgende enzymatische Spaltungen im Amyloid-Vorläuferprotein APP (amyloid precursor protein) voraus. Die Spaltung durch die Beta-Sekretase im extrazellulären Teil des APP setzt ein lösliches, extrazelluläres Fragment frei. Ihr folgt eine weitere Spaltung des in der Membran verbliebenen APP innerhalb dessen Transmembrandomäne durch die Gamma-Sekretase. Durch diese zweite Spaltung werden die intrazelluläre Domäne von APP und das β-Amyloid-Peptid freigesetzt (siehe Bild).
Die Alpha-Sekretase schneidet APP näher an der Membran als die Beta-Sekretase und entfernt somit einen Teil des β-Amyloid-Peptids. Daher kommt es nur zur Bildung von Amyloidplaques, wenn der erste Spaltungsschritt durch Beta-Sekretase durchgeführt wird, nicht aber bei der Alpha-Sekretase.
Bisher sind keine Mutationen im Gen für die Beta-Sekretase bekannt, die die frühe familiäre Form der Alzheimerkrankheit auslösen – im Gegensatz zu Präsenilin und APP. Dennoch wurde nachgewiesen, dass die Konzentration von Beta-Sekretase bei Alzheimer-Patienten erhöht ist. Da angenommen wird, dass eine Hemmung der Beta-Sekretase zu einer Verlangsamung der Alzheimer-Krankheit führt, wird an entsprechenden Beta-Sekretase-hemmenden Arzneistoffen (Beta-Sekretase-Inhibitoren) geforscht.
In einer Studie an 1.700 isländischen Patienten wurde eine natürliche Mutation im BACE1-Gen entdeckt, die mit der Abwesenheit von Alzheimer und Demenz assoziiert war.